# ایمنی از مکر خدا
ایمنی از مکر خدا نوعی افراط در رجا و امیدواری به خدا است. ایمنی از مکر خداوند به معنی ایمن بودن از سلب عطایای الهی توسط خداست. به این معنی که آدمی از عذاب الهی و امتحانات او ایمن نشیند و از عظمت او واهمه نداشته باشد.
ایمنی از مکر خدا از گناهان کبیره در اسلام است.

## در قرآن
در قرآن دراینباره چنین آمده‌است:
«أَفَأَمِنُوا مَکْرَاللَّهِ فَلا یَأْمَنُ مَکْرَ اللَّهِ إِلاَّ الْقَوْمُ الْخاسِرُونَ» (ترجمه: آیا پنداشتند که از مکر خدا در امانند؟ از مکر خدا جز زیانکاران ایمن ننشینند.)[۷–۹۹]

## در روایات
در یکی از دعاهای زین‌العابدین چنین آمده‌است:
خدایا! تو شایسته‌ای که صدیقین به (رحمت) تو مغرور نشوند و گناهکاران از (عفو و گذشت) تو نااُمید نگردند.